# أيوتا الساعة b
أيوتا الساعة b (بالإنجليزية: Iota Horologii b)‏ الذي يرمز له بالرمز HD 17051b، هو كوكب خارج المجموعة الشمسية، في كوكبة الساعة (كوكبة)، يتبع نجم أيوتا الساعة .

## الاكتشاف
اكتشف في 29 يوليو 1999.